# نیتل

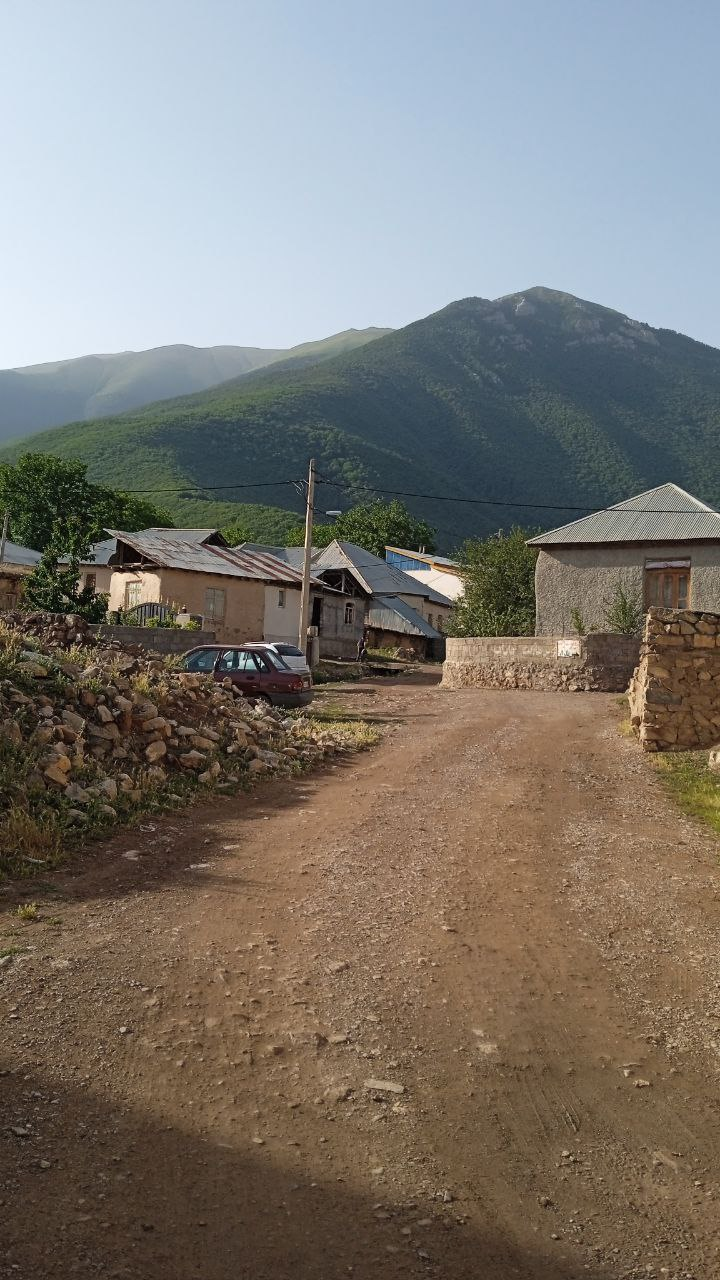

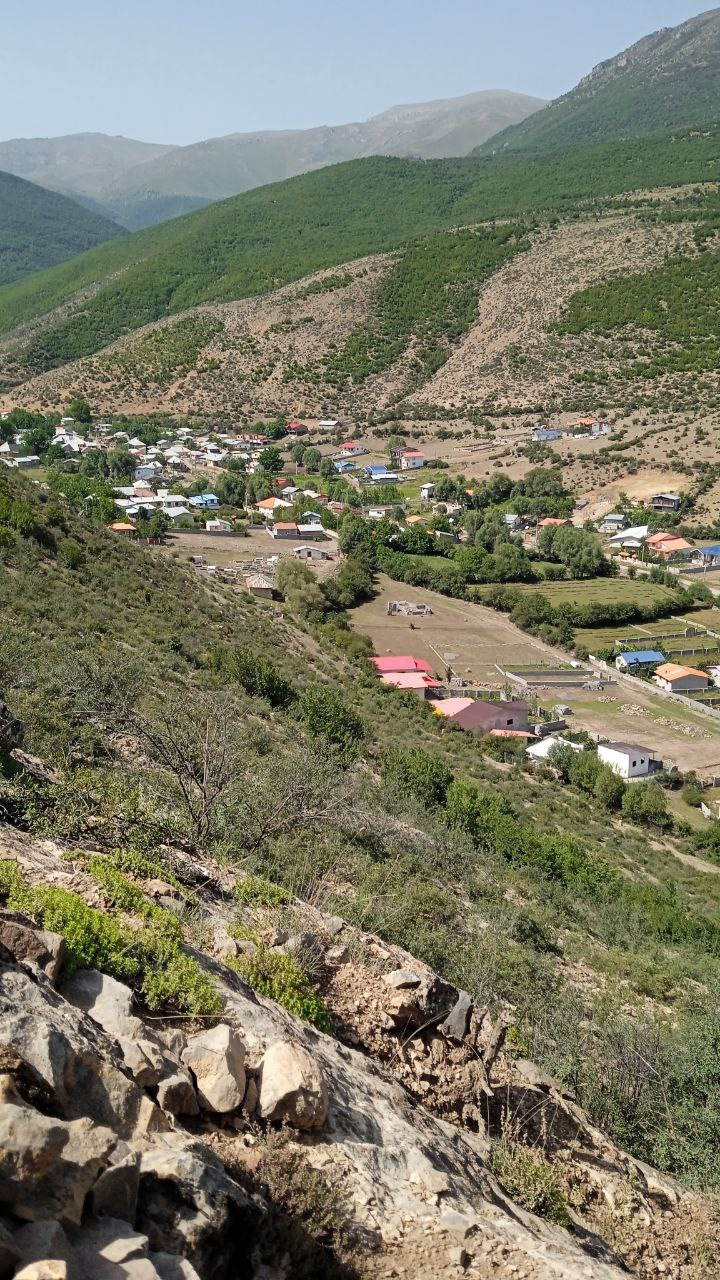
نیتل

نیتل، روستایی است از توابع بخش کجور شهرستان نوشهر در استان مازندران ایران.

## جمعیت
این روستا در دهستان توابع کجور قرار دارد و براساس سرشماری مرکز آمار ایران در سال ۱۳۸۵، جمعیت آن ۹۱ نفر (۳۰خانوار) بوده‌است. مردم نیتل از قومیت طبری هستند. مردم نیتل به زبان طبری و گویش کجوری سخن می‌گویند.